# Baridà

Localisation du Baridà

Le Baridà (en bleu) comparé aux comarques de l'Alt Urgell (en jaune) (avec les deux zones de l'Urgellet et de la zone méridionale) et la Basse-Cerdagne (en vert).

Le Baridà est une sous-comarque de la grande vallée du Sègre située entre Sant Martí dels Castells à l'est et l'Estret de Mollet (el Pont de Bar) à l'ouest. Cette région naturelle intègre des communes de deux comarques différentes à savoir :
- El Pont de Bar, Arsèguel et Cava, de l'Alt Urgell ;
- Montellà i Martinet et Lles de Cerdanya, de la Basse-Cerdagne.

## Communes et villages du Baridà
Les cinq communes du Baridà regroupent plusieurs villages :
- Commune de Cava (Alt Urgell) :
  - Ansovell
  - Cava
  - El Querforadat
- Commune d'Arsèguel (Alt Urgell) :
  - Arsèguel
  - Pont d'Arsèguel
- Commune du Pont de Bar (Alt Urgell) :
  - Ardaix
  - Els Arenys
  - Aristot
  - Els Banys de Sant Vicenç
  - Bar
  - Castellnou de Carcolze
  - El Pont de Bar
  - Toloriu
- Commune de Lles de Cerdanya (Basse-Cerdagne) :
  - Arànser et Aransa
  - Lles de Cerdanya
  - Músser
  - Travesseres
  - Viliella
- Commune de Montellà i Martinet (Basse-Cerdagne) :
  - Béixec
  - Estana
  - Martinet
  - Montellà de Cadí
  - Víllec